# Харитон (архимандрит, Лозенград)
Вижте пояснителната страница за други личности с името Харитон.
Харитон е български духовник, архимандрит, участник в борбата за утвърждаване на Българската екзархия в Одринска Тракия.

## Биография
Роден е в големия тракийски град Лозенград или района, тогава в Османската империя, днес Къркларели, Турция. В 1901 година заменя отец Дойчин Запрев като екзархийски архиерейски наместник в Гюмюрджина. В Гюмюрджина архимандрит Харитон работи активно за построяване на българска църква. Скоро след пристигането му с него се среща районната чета на ВМОРО в Гюмюрджинско и го привлича към революционната организация. Христо Караманджуков, участник в четата, пише:
| „ | Нашето престояване използвувахме още и за една среща с новопристигналия архиерейски наместник архимандрит Харитон от Лозенградско, човек почтен, христолюбив на преклонна вече възраст... Направи ни впечатление неговото умно и спокойно отношение към нашите работи и особената му готовност да сътрудничи и помага на делото, доколкото неговото положение като архиерейски наместник и старините му позволяваха да стори това. Това негово разбиране и поведение, идещи от едно лице като него и от висотата на такова място, бе едно голямо мерило, което показваше до каква степен революционното движение бе завладяло умовете... | “ |

В Гюмюрджина Харитон остава до 1902 година. Архимандрит Харитон е архиерейски наместник в Малгара и Лозенград.